# مانل مینیکوچی
مانل مینیکوچی (انگلیسی: Manél Minicucci؛ زادهٔ ۱۳ مهٔ ۱۹۹۵) بازیکن فوتبال است.
از باشگاه‌هایی که در آن بازی کرده‌است می‌توان به باشگاه فوتبال باری اشاره کرد.